# Hâfiz Osman
Hâfiz Osman (1642–1698) byl osmanský kaligraf známý díky svým rukopisům a vytvoření šablon, které se později staly klasickým designem stránek v knihách.

## Historie
Celým rodným jménem Osman Den Ali se narodil v Istanbulu. Byl původem derviš a později pracoval pod jménem Hâfiz Osman. Jeho otec byl muezzinem v mešitě Khasséki a jeho rodina byla díky tomu dobře zabezpečená.
Stal se dokonalým kaligrafem a byl také učitelem osmanských sultánů Ahmeda II., Mustafy II. a Ahmeda III. Nejvíce jej pak docenil sultán Mustafa II., který podle legend často pozoroval a oceňoval jeho práci.
Vzděláván byl hlavně Suyolcuzade Mustafa Eyyubi a Dervişem Alim. Studoval styly nashk a sulus a poté od Mustafy Eyyubiho získal ocenění. Osman se také inspiroval prací Šejka Hamdullaha, který byl významným kaligrafem 15. století a mnoho hodin vytvářel kopie jeho prací.
Osman také oživil šest stylů písma, které se během let přestaly užívat. Tyto style se poté těšily velké oblibě a dostaly název Písmo Hâfiz Osmana. Mladší generace kaligrafů poté preferovalo jeho styly a kompletně nahradily do té doby nejoblíbenější Hamdullahovy styly.

## Tvorba
Jeho tvorba, která se zachovala do dnešních dnů, se nachází v paláci Topkapi.